# Um-dois
Um-dois, é uma terminologia do futebol dita quando um jogador toca a bola para um segundo jogador e se desloca, para receber um passe de primeira do segundo jogador.
Foi concebido e desenvolvido em 1949 por Arthur Rowe, que era o então treinador do Tottenham Hotspur. Em 1951, o clube tornou-se a primeira equipe a sagrar-se campeã da Segunda e da Primeira divisões de forma consecutiva.
Nos países latinos — na Argentina, principalmente — este lance é conhecido por "toco y me voy"